# Faux plancher
Un faux plancher, ou plancher technique est un local technique souvent utilisé dans les salles où il y a nécessité de modifications/contrôle assez fréquents et de d’interconnexion entre différents appareils. Souvent ce faux-plancher sert aussi à faire passer l'air frais venant d'un climatiseur le faux-plafond servant à évacuer la chaleur.

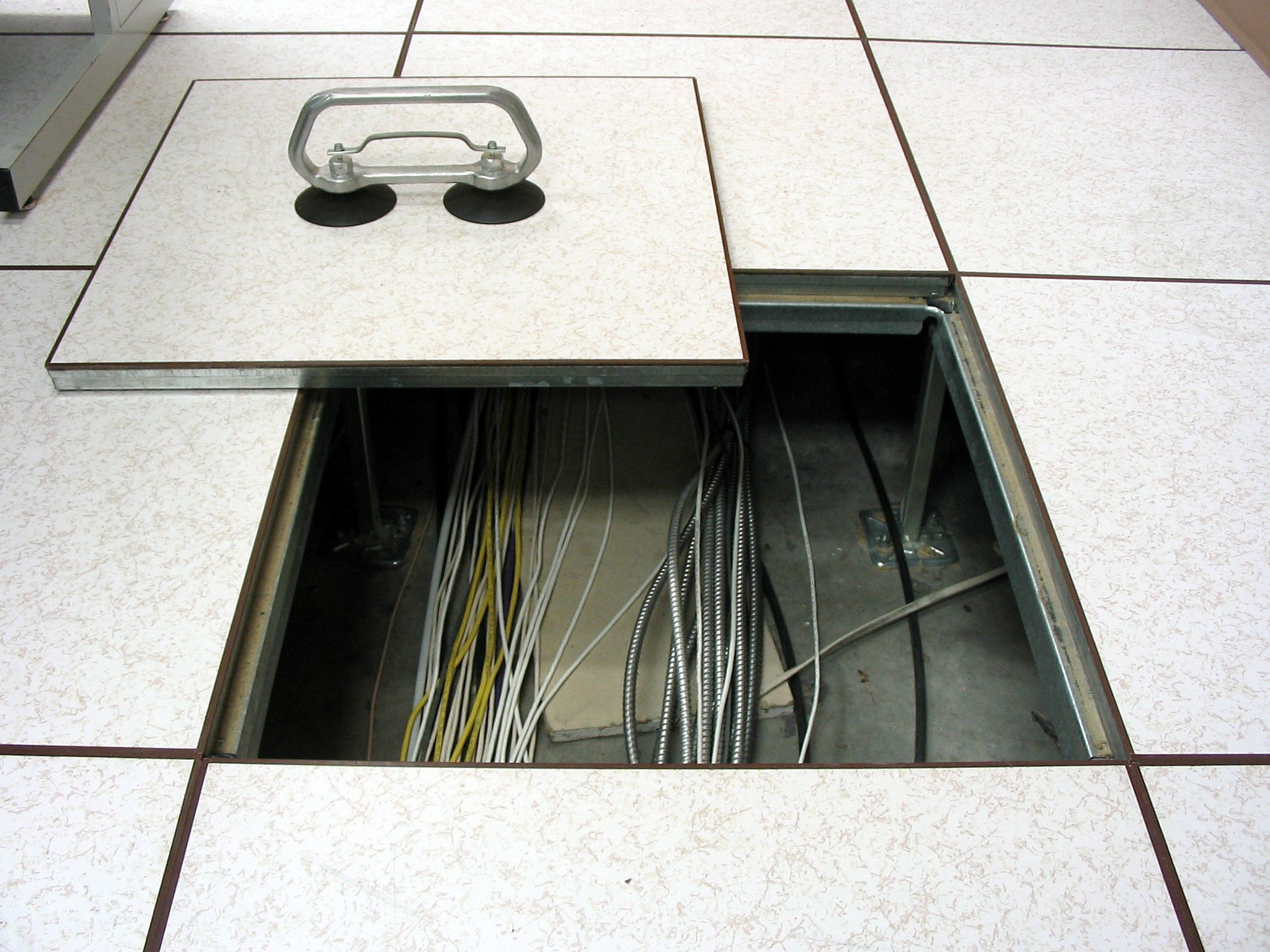
Poignée à ventouse utilisée pour accéder aux équipements situés sous le faux plancher.

## Description
Un faux plancher est souvent composé de dalle facile à ouvrir voire à déplacer. Il est souvent composé de renforts métalliques destinés à assurer sa stabilité et le support d'appareils parfois très lourds. Il doit être relié à la Terre pour assurer l'équipotentialité dans la salle réduisant les risques de décharge électrostatique et assurant la sécurité des opérateurs.

## Utilisation
Un faux plancher est souvent utilisé pour laisser passer :
- les câbles d'alimentation électrique ;
- l'air frais de la climatisation ;
- tous les câbles de télécommunication et d'informatique ;
- tous types de tuyaux nécessaires à la salle équipée.